# Emil Mahl
Emil Erwin Mahl (né le 9 novembre 1900, mort le 1er avril 1967) fut, à partir de 1943, un kapo au camp de concentration de Dachau. Il y dirigea le commando du crématoire.
Lors du procès de Dachau, il figure sur l'acte d'accusation du 2 novembre 1945, il témoigne sur la mort du Général  Delestraint. Il sera condamné à mort puis sa peine sera réduite à quinze ans de détention.

## Sources
- (de) Cet article est partiellement ou en totalité issu de l’article de Wikipédia en allemand intitulé « Emil Mahl » (voir la liste des auteurs).